# Il trenino Thomas - Thomas e i trenini coraggiosi
Il trenino Thomas - Thomas e i trenini coraggiosi (Thomas & Friends - Tale of the Brave) è un film del 2014 diretto da Rob Silvestri.

## Trama
Thomas sta lavorando nelle cave di argilla, quando arriva una tempesta e lui rimane vittima di una frana. Bill e Ben, le locomotive gemelle, lo salvano dalla frana, e Thomas riferisce qualcosa di interessante: ha visto delle enormi impronte, che uno dei suoi amici, Percy, dice siano state lasciate da un mostro. Thomas non riesce a tornare alla cava per confermare ciò che ha visto, mentre Percy ha sempre più paura di quello che crede essere un mostro, che invece è solo una locomotiva di nome Drillo. Il suo amico, James, cerca ancora di più di avere la meglio su di lui, approfittando della sua paura dei mostri, ma Percy viene aiutato da Drillo a farsi passare questa paura e diventare coraggioso, mentre il mistero della cava inizia a risolversi.

## Accoglienza
Il film ha ricevuto recensioni buone.

### Incassi
Il film ha incassato in totale, contando l'uscita cinematografica originale e le due riedizioni, 368.729 dollari.